# Frenaros

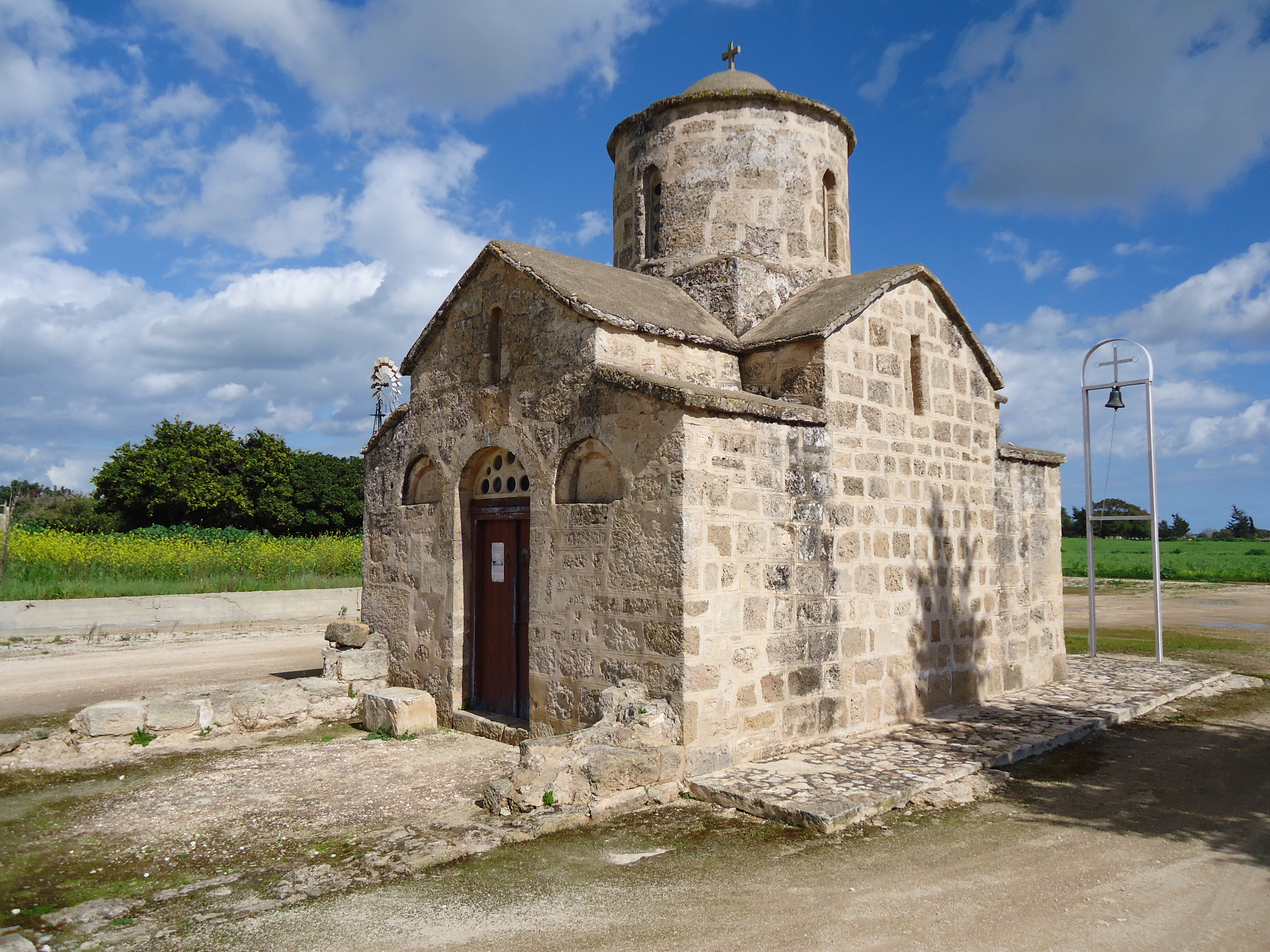
Kirche bei Frenaros

Frenaros (auch Phrenaros, griechisch Φρέναρος) ist eine Dorfgemeinde (community) im Bezirk Famagusta im Südosten Zyperns. Bei der Volkszählung im Jahr 2021 hatte sie 4515 Einwohner.
Der Ort zählt zu den Kokkinohoria (rote Dörfer, bezogen auf die landwirtschaftlich wertvolle rote Erde). Hauptkirche des Dorfs ist die Archangelos-Michail-Kirche. Der drittklassige Fußballverein Frenaros FC 2000 stammt aus dem Ort.
Nachbargemeinden sind Deryneia im Nordosten, Sotira im Südosten, Liopetri im Südwesten, Avgorou im Westen und Vrysoules sowie die britische Garnison Agios Nikolaos im Nordwesten.